# Victor Schauman
Victor Leonard Schauman, född 12 april 1822, död 3 februari 1872 i Vasa, var en finländsk apotekare, och industriman från Jakobstad, samt medlem av den adliga familjen Schauman. 

## Biografi
Schauman var son till kyrkoherden Berndt Schauman (1786–1862) i Nådendal och Nystad och Anna Lovisa Wilhelms (1795–1866). Schauman började arbeta på ett apotek 1834, blev apotekare 1843 och avlade farmaceutexamen 1845. Schauman arbetade som apotekare i Jakobstad från och med 1845. 
Från 1845 ägde Schauman, tillsammans med Philip Ulric Strengberg, en köpman och redare från Jakobstad, en tobaksfabrik vid namn Jakobstads Tobaksspinneri. Fabriken, som grundades 1762, fick det nya namnet Ph. U. Strengberg & Co Tobaks-Fabrik. Under deras ledning byggdes fabriken ut och mekaniserades för att effektivisera produktionen. Schauman var också intresserad av trädgårdsskötsel och en botanisk trädgård känd som Skolparken grundades i Jakobstad till minne av honom och hans hustru.
Schauman var gift med Elise Wilhelmina Ekelund (1826–1914). Deras söner var Axel  Schauman, Wilhelm Schauman och Ossian Schauman.Schauman var gift med Elise Wilhelmina Schauman (1826–1914), och tillsammans fick de 13 barn, varav många blev mycket framgångsrika, inklusive industrialisten Wilhelm Schauman, Folkhälsans grundare Ossian Schauman och affärsmannen Axel Schauman.